# Neutralité du réseau

Symbole de la neutralité du réseau.

La neutralité du Net ou la neutralité du réseau est un principe devant garantir l'égalité de traitement de tous les flux de données sur Internet. Ce principe exclut par exemple toute discrimination positive ou négative à l'égard de la source, de la destination ou du contenu de l'information transmise sur le réseau.
Tim Wu, professeur de droit à l'université Columbia à New York, a popularisé le concept de neutralité de la Toile (net neutrality) dans un article paru en 2003 et intitulé Network Neutrality, Broadband Discrimination.
Alors que les équipements techniques du réseau Internet rendent possible depuis les années 2000 une gestion sélective, voire discriminatoire, du trafic, d'importants débats politiques ont lieu depuis le début de la décennie 2010 pour décider si ce principe doit être garanti par la législation.
En France, l'organisme chargé de veiller au respect de la neutralité du réseau est l'Autorité de régulation des communications électroniques et des postes (Arcep).

## Principe
Une interview, réalisée en janvier 2016, de Louis Pouzin (pionnier des réseaux à commutation de paquets avec le projet Cyclades) en fait une synthèse technique à cette date.

### Définition

La neutralité du net en une image.

La neutralité du Net exclut toute discrimination à l'égard de la source, de la destination ou du contenu de l'information transmise sur le réseau. Ainsi, ce principe garantit que les utilisateurs ne feront face à aucune gestion du trafic internet qui aurait pour effet de limiter ou améliorer leur accès aux applications et services distribués sur le réseau.
La neutralité du Net assure que les flux d'information ne sont ni bloqués, ni dégradés, ni favorisés par les opérateurs de télécommunications, permettant ainsi aux utilisateurs d'utiliser librement l'architecture communicationnelle. 
Lors des Rencontres mondiales du logiciel libre de 2009, Benjamin Bayart, pionnier de l'internet en France, a ainsi proposé quatre principes essentiels à la neutralité du Net :
- transmission des données par les opérateurs sans en examiner le contenu ;
- transmission des données sans prise en compte de la source ou de la destination des données ;
- transmission des données sans privilégier un protocole de communication ;
- transmission des données sans en altérer le contenu.

L'objectif est de considérer internet comme un bien commun, disponible et ouvert à tous.

### Origine
Pendant vingt ans, entre 1970 et 1990, à l'exception du courriel, aucun système commun n'a permis le déploiement d'internet au-delà des sphères militaires et universitaires. Il n'existait aucun système commun capable de proposer le partage de documents. Les universités américaines étaient donc incapables de partager de manière systématique textes, images ou sons avec des universités européennes, chacune disposant de son protocole spécifique. De nombreux projets d'informaticiens ont proposé un système différent. Internet prendra le dessus au début des années 1990, dont le développement a été fulgurant, notamment parce qu'il est fondé sur le principe de neutralité des réseaux. Ce qui n'était pas le cas du minitel.
La neutralité du Net est un principe qui remonte aux premiers développements d'Internet, qui a été conçu comme système ouvert et décentralisé. 
Le réseau Internet – réseau de réseaux – est composé de deux architectures distinctes :
- l'« architecture physique » d'Internet qu'est le réseau lui-même. Il peut s'agir d'un réseau filaire (réseau téléphonique commuté, le câble, la fibre optique) ou hertzien (Internet par satellite, 3G, 4G, Wi-Fi, WiMAX) ;
- l'« architecture logique » d'internet, composée des protocoles et standards de communication permettant le transport de données sur les réseaux, tels que l'Internet Protocol (IP), le Transmission Control Protocol (TCP) ou l'Hypertext Transfer Protocol (HTTP) sur lequel est fondé le Web.

Alors que, historiquement, l'architecture physique était la propriété d'opérateurs privés ou d'entreprises publiques, pour la plupart en situation de monopole (jusque dans les années 1970-1980), l'architecture logique a souvent été ouverte et non-propriétaire, c'est-à-dire accessible à tous. C'est ce qui permet de faire d'internet un réseau capable d'accueillir une grande variété d'usages, sans qu'aucune autorité centralisée ne puisse privilégier une utilisation spécifique du réseau. Ainsi, de nouveaux services et applications peuvent être distribués librement, contribuant à la formation d'un écosystème d'innovation bénéficiant à l'ensemble de la société.
Lawrence Lessig, professeur de droit à l'université Harvard, décrit ainsi la structure acentrée de l'internet, qui repose sur le principe de bout-à-bout (ou end-to-end principle) :
« Que les auteurs du réseau [Internet] aient eu conscience ou non de ce qui naîtrait de leur création, ils l’ont bâtie en fonction d’une certaine philosophie : en un mot, l’idée selon laquelle le réseau lui-même ne serait pas en mesure de réguler son mode de croissance. Ce sont les applications qui le feraient. Tel était l’enjeu d’une structure end-to-end. »
— Lawrence Lessig, L'Avenir des idées, 2005
L’inventeur du World Wide Web, Tim Berners-Lee, explique que garantir la neutralité du Net permet de réguler le réseau comme un bien public, une idée qui a présidé au développement des technologies qui composent Internet, tel que le Web : 
« Sur un plan conceptuel, si le Web était destiné à devenir une ressource universelle, il devait pouvoir se développer sans entraves. Techniquement, il suffisait d’un seul point de réglementation centralisée pour que ceci devienne rapidement un goulot d’étranglement limitant le développement du Web, et le Web n'aurait jamais pu se développer. »
— Tim Berners-Lee, Weaving the Web: The Original Design and Ultimate Destiny of the World Wide Web by Its Inventor, 1999, p. 99

### Développements mettant en cause la neutralité du Net
De récents développements technologiques, à la fois au niveau de l'architecture physique et de l'architecture logique, tendent à mettre fin à cette ouverture caractéristique de l'internet.
Le protocole IP permet de définir des niveaux de priorité différents pour les données qui composent le trafic Internet (champ DSCP dans IPv4 et « Traffic Class » dans IPv6). Les équipements qui composent l'architecture physique du réseau, tels que les routeurs, autorisent les opérateurs à tenir compte des niveaux de priorité indiqués, et ainsi de gérer de façon différenciée les paquets de données transportés. En pratique, cette technique est très peu utilisée sur réseau ouvert car ces informations sont renseignées par l'émetteur, qui peut donc indiquer ce qui lui donnera la meilleure priorité. Les techniques « discriminantes » aujourd'hui reposent davantage sur d'autres champs (comme les numéros de port) ou sur un examen approfondi du paquet (deep packet inspection). Les équipements permettant cela sont aujourd'hui largement déployés par les opérateurs de télécommunications, qui sont donc en mesure de mettre fin à la neutralité du Net.
Les fournisseurs d'accès internet (FAI), appuyés en cela par les industries culturelles (qui fournissent du contenu), voudraient notamment être en mesure de :
- contenir l'accroissement de la demande en bande passante en ralentissant certains usages intensifs en bande passante, telle la vidéo à la demande ;
- développer de nouveaux modèles économiques donnant naissance à un internet à plusieurs vitesses, en donnant une priorité de transport à certains services et applications contre rémunération.

### Limites au principe
Certaines entorses à la neutralité absolue du réseau sont toutefois largement acceptées, même par ses défenseurs, comme l'organisation La Quadrature du Net. Il en va ainsi des pratiques de gestion du réseau visant à faire face à des menaces de sécurité, ou des périodes de congestion importante du réseau (c'est-à-dire lorsque la pleine capacité de celui-ci est atteinte). Toutefois, respecter le principe de neutralité du Net implique que de telles pratiques soient mises en place de manière ciblée, temporaire et totalement transparente.
Une des questions centrales des débats législatifs relatifs à la neutralité du Net est de déterminer quelles sont les pratiques raisonnables de gestion du réseau (reasonable network management practices), c'est-à-dire pouvant être mises en place sans remettre en cause ce principe.

### Neutralité des terminaux
Les droits européen[évasif] et français garantissent à l'utilisateur le libre accès à l'information et aux contenus en ligne. Les terminaux utilisateurs, que ce soit des assistants vocaux, smartphones, montres connectées ou autres, étant le maillon final qui permet à l'utilisateur d'accéder à Internet, le droit à la neutralité du net est donc affecté par leur fonctionnement. L'ARCEP a publié une étude les présentant comme le « maillon faible de l'ouverture d'Internet », citant les fabricants, les éditeurs des systèmes d'exploitation ou des magasins d’application comme des acteurs dont les pratiques nécessitent un encadrement plus strict. L'ARCEP explique que si certaines pratiques peuvent être justifiés par les spécificités du terminal (sécurité, ergonomie), d'autres en revanche restreignent les libertés de l'utilisateur sans apporter d'amélioration.
L'ARCEP cite trois exemples:
1. Les choix d'évolution logicielle des éditeurs des systèmes d'exploitation, dont la mise à jour trop rapide ou le changement de certaines fonctionnalités peut décourager certains acteurs en favorisant ceux ayant les moyens de rester à jour
2. Les règles de modération ou de mise en avant des contenus sur les magasins d'applications, pouvant conduire dans certains cas à de la censure
3. Les limites liées aux éventuels partenariats donnait lieu à des innovations exclusives, laissant de côté les acteurs ne disposant pas de l'exclusivité

L'ARCEP a par la suite publié un rapport contenant un ensemble de recommandations pour résoudre ces problèmes, notamment en augmentant la transparence des acteurs, en ouvrant le droit de liberté des choix aux terminaux et en permettant à la concurrence de s'exercer librement.

## Les arguments pour la neutralité du Net

### Démocratie et liberté d'expression
Contrairement aux moyens traditionnels de communication, tels que la radiodiffusion ou la télédiffusion, la production et la diffusion de l'information sur internet ne requièrent aucun investissement financier significatif (le matériel informatique et l'accès au réseau étant relativement peu chers). Ainsi, cet accès élargi aux moyens de production et de diffusion de l'information contribue à rendre plus égalitaire l'accès à la sphère communicationnelle.
La neutralité du Net, en assurant l'égal traitement des flux d'information, permet de garantir que l'accès au réseau ne dépend pas des ressources financières des utilisateurs. Acteurs commerciaux et non-commerciaux sont sur un pied d'égalité. Chacun est libre de s'exprimer librement, dans les limites fixées par la loi, et d'accéder à l'information ou aux services qui lui plaisent, qu'ils soient payants ou non. Aussi, l'ensemble des sources d'information disponibles sur internet représente ainsi une diversité bien plus grande que celle permise par les médias traditionnels, ce qui constitue un progrès démocratique notable.
Dans sa décision du 10 juin 2009 relative à la loi HADOPI, le Conseil constitutionnel français a ainsi estimé que :

« aux termes de l'article 11 de la Déclaration des droits de l'homme et du citoyen de 1789 : « La libre communication des pensées et des opinions est un des droits les plus précieux de l'homme : tout citoyen peut donc parler, écrire, imprimer librement, sauf à répondre de l'abus de cette liberté dans les cas déterminés par la loi » ; qu'en l'état actuel des moyens de communication et eu égard au développement généralisé des services de communication au public en ligne ainsi qu'à l'importance prise par ces services pour la participation à la vie démocratique et l'expression des idées et des opinions, ce droit implique la liberté d'accéder à ces services. (considérant 12) »

— Conseil Constitutionnel, Décision n° 2009-580 DC du 10 juin 2009 sur la loi favorisant la diffusion et la protection de la création sur internet
En offrant un choix élargi de sources d'information, et plus encore en permettant à chacun de s'exprimer dans l'espace public que constitue Internet, la « société en réseau » rend les individus plus autonomes et potentiellement plus proactifs. Cette contribution d'internet à la démocratie est ainsi résumée par Benjamin Bayart : « L’imprimerie a permis au peuple de lire, internet va lui permettre d’écrire ».

### Innovation et libre concurrence
De même qu'un internet neutre constitue une plate-forme de communication égalitaire pour la création et la diffusion de messages, tout service ou innovation peut être librement distribué sur le réseau, quand bien même il entre en concurrence avec les offres commerciales des opérateurs de réseaux (exemple du service de téléphonie sur IP Skype).
Le concept d' « innovation sans permis » - caractéristique d'internet et qui permet à des start-ups de distribuer de nouveaux services à moindre coût et sans accord préalable des opérateurs de réseau - est au fondement même du développement d'internet. Or ce principe est remis en cause puisque certains fournisseurs d'accès bloquent l'utilisation de certaines applications, en particulier sur les réseaux internet sans fil (3G).
Les velléités des opérateurs de monnayer la distribution de certains services et applications à leurs abonnés sont perçues par les fournisseurs de contenu (notamment Google, Microsoft ou Skype) comme anticoncurrentielles. Ces entreprises de l'internet considèrent en effet que la remise en cause de la neutralité du Net permettrait aux opérateurs, qui ont pour la plupart des filiales dans les médias et ont donc eux aussi des activités de fournisseur de contenus, de privilégier leurs propres offres (par exemple en matière de vidéo à la demande).

### Investissements structurels
Dans le conflit qui les oppose aux opérateurs de télécommunications, les fournisseurs de services et d'applications internet estiment qu'ils contribuent déjà à l'économie globale du secteur des télécommunications puisque leurs services permettent le développement de nouveaux usages, qui en retour encouragent l'accroissement du nombre d'abonnés internet.
En effet, la structure décentralisée d'internet est à l'origine d'un modèle de développement du réseau basé sur les usages : à mesure que l'utilisation de nouvelles applications plus sophistiquées apparaissent, les besoins en bande passante s'accroissent. Afin de répondre à la demande des utilisateurs souhaitant profiter de ces innovations, les opérateurs de télécommunications investissent pour augmenter la capacité de leurs infrastructures. C'est ce cercle vertueux qui explique le développement rapide du trafic Internet (de l'ordre de +26 % par an) et l'amélioration concomitante des capacités de réseau.
À l'inverse, si les opérateurs étaient en mesure de mettre en place une gestion discriminatoire du trafic Internet, les défenseurs de la neutralité du Net estiment qu'ils pourraient organiser délibérément la rareté de la ressource en bande passante afin de donner la priorité à certains fournisseurs de services et d'applications prêts à les rétribuer pour bénéficier d'un accès prioritaire aux capacités du réseau.
On peut aussi noter que les investissements en infrastructure réseaux ne se sont jamais aussi bien portés que depuis 2015, date où le règlement pour la neutralité du réseau est entré en vigueur.

## Les arguments contre la neutralité du Net
Les fournisseurs d'accès à internet (FAI) sont généralement des sociétés commerciales privées attendant un rapide retour sur investissement. Ils sont aussi souvent producteurs de contenus : sites internet, vente en ligne, fourniture de services vidéo à la demande, etc. Sans une neutralité du net encadrant leurs pratiques, leur tendance naturelle serait de privilégier les utilisateurs de leurs propres sites et services voire d’introduire des priorités selon les formules tarifaires de leurs abonnés. 

### Garantir la disponibilité en bande passante
Les opérateurs de réseau estiment qu'ils doivent être en mesure de gérer le trafic internet en vue de garantir une qualité de service minimale en termes de débit et de temps de latence. Certains services, comme les services de streaming, consomment en effet beaucoup de bande passante, notamment aux heures de pointe. Les connexions vers ces sites étant saturées à ces moments, les brider permettrait d'assurer aux autres utilisateurs un maintien de service de qualité.
Cela se traduirait par exemple par le lancement d'offres d'accès internet « haut de gamme », qui garantiraient aux abonnés un débit minimal, y compris en période de congestion du réseau. Or, pour garantir de tels débits en période de congestion, il faudrait nécessairement restreindre l'accès des personnes n'ayant pas souscrit à cette offre.
La réglementation actuelle autorise toutefois la priorisation de contenus lorsque cela est nécessaire, mais à la condition que les acteurs ayant le même besoin soient traités de la même façon, sans discrimination.

### Assurer l'investissement dans les réseaux
Les fournisseurs d'accès internet (FAI), appuyés en cela par les groupes de médias, souhaitent pouvoir développer des modèles commerciaux fondés sur la « valorisation du trafic ». Selon eux, les coûts induits par le déploiement des réseaux nouvelle génération (fibre optique) ne pourront être couverts par le seul paiement des abonnements des consommateurs, et ils souhaitent donc être en mesure de créer de nouvelles sources de revenus. Cet argument est cependant jugé comme étant une tromperie au sein même des adversaires de la neutralité des réseaux. Il existe notamment la possibilité pour les fournisseurs d'accès de négocier directement avec le fournisseur de services, comme ce fut le cas entre Orange et l'opérateur de Megaupload, une stratégie imitée par Free pour demander une augmentation des investissements de la part de Google pour compenser les coûts liés au trafic de sa filiale Youtube. Cette option permet donc d'assurer l'investissement dans les réseaux, sans pour autant affecter sa neutralité.
Les opérateurs de télécommunications voudraient également tirer parti de la demande croissante en contenu, dont ils estiment supporter l'essentiel du coût au travers de leurs investissements dans les infrastructures, alors que les fournisseurs de contenu tels que Google, Microsoft ou Skype engrangent d'importantes recettes. Il s'agirait donc pour les fournisseurs d'accès internet de monétiser l'accès à ces services. Ces derniers seraient contraints de verser une partie de leurs revenus aux opérateurs en échange de l'accès au consommateur.

## État de la législation

### France
En France, l'Autorité de régulation des communications électroniques et des postes (Arcep) a décidé, depuis septembre 2009, d’engager une réflexion interne sur ce sujet important et multiforme. Début 2010, l’Autorité a lancé une seconde phase de travaux, cette fois-ci publique, avec l'organisation d'un grand colloque international le 13 avril 2010. Dans le cadre de la préparation de ce colloque, l'Arcep diffuse également une série d'interviews vidéo qui doivent permettre, jusqu'au colloque, de réfléchir à la notion de neutralité des réseaux et d'engager le débat. Le 20 mai, des lignes directrices sont publiées et soumises à consultation.
Le 12 septembre 2012, la députée Laure de La Raudière a fait une proposition de loi concernant notamment la neutralité du net. Ce projet de loi fait suite à une mission parlementaire « information sur la neutralité de l’internet et des réseaux » publiée en 2011.
En mars 2013, puis en juin 2015, le Conseil national du numérique recommande d'inscrire le principe de neutralité du net dans le droit,.
Début 2016, le projet de loi pour une République numérique prévoit la neutralité du Net dans son texte. La loi n° 2016-1321 du 7 octobre 2016 pour une République numérique qui transpose le règlement européen 2015/2120 du 25 novembre 2015 établissant des mesures relatives à l’accès à un internet ouvert confie à l'Arcep la mission de protéger la neutralité de l'internet (art. L. 33-1 du code des postes et des communications électroniques).
L'Autorité garant de ce droit en France est l'ARCEP, et peut être alertée en cas de manquement sur leur page dédiée. L'ARCEP met aussi à disposition des citoyens une application mobile nommée Wehe permettant de vérifier si un opérateur respecte la neutralité du réseau, développée en partenariat avec l'université du Nord-Est.

### Autre pays en Europe

#### Union européenne
La neutralité du Net est garantie en Europe depuis le printemps 2016,. Des exceptions sont cependant possibles selon les pays, notamment le « zero-rating »[Quoi ?].
Depuis 2010, le Paquet Télécom, ensemble de directives européennes régulant le secteur des télécommunications dans l'Union européenne, adopté en novembre 2009, permet aux autorités de régulation nationales du secteur des télécommunications de résoudre les conflits qui peuvent apparaître entre fournisseurs de services et fournisseurs d'accès. Il impose par ailleurs une information transparente des consommateurs. La Commission européenne avait en outre inséré en annexe du Paquet Télécoms une déclaration politique en faveur de la neutralité du Net. L'amendement 46, ex-« amendement 138 » est finalement adopté dans le Paquet télécom, et sans parler explicitement de neutralité : « toutes mesures concernant l’accès de l’utilisateur final ou l’utilisation de services et d’applications à travers des réseaux de communications qui restreignent ces droits et libertés fondamentaux ne peuvent être imposées que si elles sont appropriées, proportionnés et nécessaires dans une société démocratique […] ».
En avril 2014, le Parlement européen a adopté en première lecture le projet le Règlement européen relatif au marché unique des télécommunications. 
Le principe de neutralité n'est pas explicitement affirmé dans ce texte, qui autorise en outre le traitement différencié d'applications nécessitant une qualité de service garantie dans le cadre de certaines offres d'accès (appelées « services spécialisés »), ce qui contredit frontalement le principe de neutralité. En revanche, le texte adopté protège la bande passante allouée par les FAI à Internet et interdit les pratiques discriminatoires de la part de l'opérateur. Le projet, qui est critiqué par des ONG de défense des droits sur Internet, tel European Digital Rights (en) (EDRI) , est en cours de seconde lecture au Parlement européen, qui doit l'examiner le 27 octobre 2015. Une plateforme commune d'organisations défendant la neutralité du Net, Save the Internet, a été constituée afin d'essayer d'assurer l'insertion explicite et cohérente du principe de neutralité dans le règlement.
Le règlement 2015/2120 du 25 novembre 2015 établissant des mesures relatives à l’accès à un internet ouvert prévoit finalement à son art. 3 que : « Dans le cadre de la fourniture de services d’accès à l’internet, les fournisseurs de services d’accès à l’internet traitent tout le trafic de façon égale et sans discrimination, restriction ou interférence, quels que soient l’expéditeur et le destinataire, les contenus consultés ou diffusés, les applications ou les services utilisés ou fournis ou les équipements terminaux utilisés. ». La Cour de justice de l'Union européenne, dans une affaire mettant en cause une offre dite de zero-rating[Quoi ?], a interprété strictement les dispositions de ce règlement par un arrêt de grande chambre du 15 septembre 2020 (Telenor Magyarorszag, C-807/18), jugeant notamment que des mesures de blocage ou de ralentissement du trafic lié à l’utilisation de certaines applications et de certains services ne peuvent être fondées sur des considérations d’ordre commercial.

#### Pays-Bas
Le 24 juin 2011, à l'occasion de la transposition du Paquet Télécom en droit néerlandais, les Pays-Bas sont devenus le premier pays européen à inscrire dans leur droit national une protection de la neutralité des réseaux.

#### Belgique
En Belgique, le CD&V et le Parti socialiste ont déposé des propositions afin d'inscrire le principe de neutralité dans la loi, et ainsi que dans la Constitution.

#### Italie
Une proposition de loi est introduite en mars 2009 par les sénateurs Vincenzo Vita et Luigi Vimercati relative à la régulation d'internet. Elle prévoit d'interdire tout type de discrimination, qu'elle ait trait au contenu, au service ou à l'application.

#### Norvège
Début 2009, la Norvège a édicté des principes protégeant la neutralité du Net que les opérateurs de télécommunications peuvent s'engager à respecter sur une base volontaire. Ces principes ont reçu un accueil favorable de la part des opérateurs.

### Amériques

#### Brésil
Le parlement brésilien débat en 2014 de l'adoption d'une loi cadre relative aux droits et libertés sur Internet, appelée le Marco Civil da Internet, dont l'article 9 vise à garantir la neutralité du Net. Cette disposition sur la neutralité a d'ailleurs cristallisé l'opposition des opérateurs télécoms qui ont fait pression pour retarder le passage de la loi au Parlement. Le texte a finalement été adopté en première lecture par la chambre des députés le 25 mars 2014 et doit encore être approuvé par le Sénat.

#### Canada
Le Conseil de la radiodiffusion et des télécommunications canadiennes (CRTC) appuie le principe de la neutralité du réseau par le biais d'une série de décisions prises en avril 2017 sous la forme de « mesures raisonnables de gestion du réseau ». Cette approche n'exclut pas que des mesures puissent être prises dans le but d'agir contre la criminalité ou afin de prévenir l’accès à des contenus illégaux.
La décision des États-Unis, prise le 21 novembre 2017, visant à renoncer au principe de neutralité du réseau par le régulateur américain, pour lui substituer une simple obligation de transparence, est susceptible d'avoir un impact sur la situation canadienne. À l'instar de leurs vis-à-vis américains, les fournisseurs d’accès Internet canadiens pourraient exiger une souplesse équivalente qui compromettrait la neutralité du réseau en tant que réseau ouvert dans lequel passe tout contenu licite sans discrimination et de l'internet tel qu'il s'est développé jusqu'à ce jour.
Le 14 décembre, à la suite de la décision des États-Unis d'abroger des dispositions législatives concernant la neutralité du net, le gouvernement canadien a promis quant à lui de maintenir sa neutralité.

#### Chili
Le 13 juillet 2010, le Chili a été le premier pays à inscrire dans la loi le principe de neutralité du net.

#### États-Unis
Aux États-Unis, le débat sur la neutralité du Net est plus ancien qu'en Europe. Dès 2004, la Federal Communications Commission adopte une déclaration visant à protéger la neutralité du Net. Ces règles sont appliquées contre l'opérateur Comcast, sanctionné pour avoir bridé le protocole BitTorrent, mais sont ensuite invalidées une première fois par la justice pour défaut de base légale. En réaction, la FCC adopte de nouvelles règles en la matière en 2010. L'opérateur Verizon conteste la compétence de la FCC pour les édicter et engage à son tour un recours devant la Cour d'appel des États-Unis pour le district de Columbia. Durant le débat, les juges semblent privilégier une distinction entre la règle de « non blocage » et celle de « non-discrimination », offrant une interprétation très restrictive du principe de neutralité du réseau. Le 14 janvier 2014, la Cour donne finalement raison à Verizon contre la FCC, même si elle ne remet pas en cause la neutralité en tant que telle mais seulement la méthode juridique retenue par la FCC pour la mettre en application. Le 19 février 2014, la FCC annonce qu'elle ne fera pas appel du jugement et privilégiera la recherche d'une troisième rédaction de ces règles susceptible d'éviter la censure judiciaire. Les audiences de la FCC sur cette question tenues durant l'été 2014, suscitent énormément de controverses. Même si l'architecture actuelle de l'Internet assure déjà aux sites majeurs un accès direct aux fournisseurs d'accès, il est essentiel de limiter la concentration de ces derniers de façon à favoriser une saine concurrence.
Le 26 février 2015, la FCC a voté par trois voix contre deux la reconnaissance de l'Internet américain comme « bien public » ; ce résultat constitue un grand pas vers la neutralité du net.
Cette position de 2015 est renversée deux ans plus tard par le nouveau président de la FCC nommé par le président Donald Trump, Ajit Varadaraj Pai, auparavant avocat de Verizon. La FCC a voté le 18 mai 2017 en faveur d'une nouvelle proposition destinée à abroger l'ordre et pouvant être commentée par le public pour une période de 90 jours. La FCC est appelée à répondre à ces commentaires avant le 16 août, après quoi un vote final sera tenu dans le courant de l'année. Une importante journée de protestation est organisée le 12 juillet 2017. La FCC qui est sous l'influence du gouvernement Trump a fait l'annonce le 21 novembre 2017 qu'elle avait l'intention de lever ce droit pour lui substituer une simple obligation de transparence qui serait imposée aux fournisseurs d’accès Internet. Le 14 décembre 2017, elle a mis un terme, par un vote, à la garantie d’un traitement égal des flux de données par les opérateurs, aux États-Unis. Le 11 juin 2018 marque l'entrée en vigueur de la décision de la Commission fédérale des communications, mettant fin à la neutralité du réseau aux États-Unis. En septembre 2018, l’état la Californie rétablit ce principe fondateur d’Internet. L’administration fédérale de Donald Trump lance des poursuites judiciaires contre cette nouvelle loi protégeant la neutralité du Net. D'autres états américains prévoient d'instaurer des règles de protection de la neutralité du Net malgré l’interdiction de la FCC datant de juin. 
En avril 2019, la Chambre des représentants vote le « Save The Internet Act », afin de rétablir le principe de neutralité du Net aboli en juin 2018, mais échoue. Certains états ont depuis tenté d'instaurer la neutralité du réseau au sein de leur propre juridiction, comme la Californie qui a passé son « net neutrality act », une décision portée en justice par l'état fédéral. Finalement, le 25 avril 2024, l'autorité américaine des télécoms, la commission fédérale américaine des communications (FCC), décide de rétablir la neutralité du Net La présidente de la FCC Jessica Rosenworcel déclare alors que « chaque consommateur mérite un accès à Internet rapide, ouvert et équitable » et que ce principe « garantit que, en ligne, vous puissiez aller où vous voulez et faire ce que vous voulez sans que votre fournisseur de haut débit ne fasse des choix à votre place. Elles indiquent clairement que votre FAI ne doit pas avoir le droit de bloquer des sites web, de ralentir des services ou de censurer des contenus en ligne ».
Le 2 janvier 2025, une Cour d'appel de Cincinnati juge qu'il n'est pas de la compétence de la Commission fédérale des communications (FCC) d'appliquer la neutralité du réseau aux entreprises. Brendan Carr, opposant connu à la neutralité du réseau, s'est félicité de la décision. Donald Trump a annoncé son intention de le nommer à la tête de la FCC à son arrivée au pouvoir, 20 jours plus tard. Le groupe de pression USTelecom se réjouit de la décision en arguant qu'elle encouragera les entreprises à investir et innover davantage,. Jenna Leventoff, de l'Union américaine pour les libertés civiles (ACLU), déclare que « La décision d'annuler la neutralité du réseau aura un effet dévastateur sur la liberté d'expression en ligne ». Depuis 2017, plusieurs états tels que la Californie, le Colorado, l'Orégon, le Vermont et Washington ont néanmoins introduit ce principe de la neutralité du réseau dans leur législation, qui ne disparaît donc pas totalement des État-Unis.

#### Pérou
La proposition de loi n° 29904 « de promotion de la bande passante et de construction d'un réseau national de fibre optique » reconnaît par son article 6 le principe de neutralité des réseaux. Cette loi a été adoptée par le congrès péruvien le 15 juin 2012.

### Autres pays

#### Inde
En 2016, le TRAI, le régulateur indien des Telecoms s'est déclaré en faveur de la neutralité du net.

## Exemples concrets de remise en cause de la neutralité du Net
Les atteintes à la neutralité du réseau peuvent être le fait de discriminations à l'égard de la source, de la destination ou du contenu de l'information transmise via le réseau.

### Discrimination à l'égard de la destination
- En France, Bouygues Telecom a créé une offre garantissant un accès « prioritaire » sur le reste de ses clients en cas de congestion du réseau[70].

### Discrimination à l'égard du contenu
- En 2007, l'opérateur Comcast, qui possède également de nombreux groupes de médias, a ralenti le trafic peer-to-peer sur ses réseaux[71], ce qui lui valut d'être sanctionné par la Federal Communications Commission, le régulateur américain des médias et des télécommunications.
- En Europe, l'opérateur néerlandais UPC annonce en septembre 2009 qu'il restreindrait d'un tiers la bande passante de ses abonnés accédant à des services intensifs en bande passante entre midi et minuit[72].
- En France, les opérateurs proposent des forfaits internet 3G+ qui bloquent des services Voix sur IP (tel que Skype). Le 13 avril 2010, Orange a annoncé l'autorisation des applications VoIP sur son réseau[73], alors que SFR et Bouygues Telecom confirment leur volonté d'offrir également l'accès à cette technologie[74].
- De même en Allemagne, Le 3 avril 2009, T-Mobile, le plus gros opérateur national, annonce qu'il bloquera le service de téléphonie sur IP Skype sur son réseau 3G[75].

### Discrimination à l'égard de la source
- Les premières remises en cause de la neutralité du Net sont apparues aux États-Unis en 2005, avec les déclarations du PDG d'AT&T, Ed Whitacre (en), dénonçant l'utilisation du réseau à titre gratuit par Google et Yahoo.
- En 2005, au Canada, l'opérateur Telus a bloqué l'accès vers des sites de syndicats à l'occasion d'un mouvement social interne[76]. Davantage encore qu'une atteinte à la neutralité du Net, cette mesure fut dénoncée comme de la censure.
- En 2007, Neuf Cegetel bloque l'accès au site de vidéos Dailymotion lors de négociations commerciales[77]. Le même type de pressions avait déjà été exercé en 2006 sur le site de vidéos par Free[78].
- En 2010, l'opérateur virtuel M6 Mobile utilisant le réseau Orange annonce une offre à 1 € par mois ne donnant accès qu'aux pages web des réseaux sociaux Facebook et Twitter[79].
- En France, Orange a mis en place en août 2010 des offres commerciales internet mobile permettant, moyennant surcoût, d'accéder de façon illimitée au service de musique en stream Deezer alors que son forfait mobile est pour les autres sources de contenus du même type limité à 1 Go par mois, le rendant inutilisable pour accéder à des services concurrents.
- En Algérie, des offres commerciales internet 3G+ et 4G, permettant d'accéder de façon illimitée à Facebook et Whatsapp [80],[81].

### Altération du contenu
- En France, en 2013, il est révélé que SFR recompresse les images et altère le code de façon à le rendre moins lourd sur son réseau 3G[82].
- Toujours en France, Sosh, la filiale « low cost » d'Orange, est suspectée d'injecter dans les pages web de la version mobile de Facebook deux liens cliquables (« mes communautés » et « retour à Orange World ») favorisant les services Orange[83].